# 칼리지 오브 우스터
칼리지 오브 우스터(College of Wooster)는 오하이오주 우스터 (오하이오주)에 있는 사립 교양 대학이다. 1866년 장로교에 의해 우스터 대학교(University of Wooster)로 설립된 이 대학은 1969년부터 공식적으로 무종파적 학교였다. 설립 당시부터 이 대학은 남녀 공학 기관이었다. 약 2,000명의 학생이 등록되어 있으며 오하이오 5개 대학, 오대호 대학 협회, 장로교 대학 협회의 회원이다.